# 친금성
친금성(親金性, Aurophilicity)은 금 배위화합물에서 금 원자간에 수소 결합에 비길만한 크기로 작용하는 인력이다.
친금성에 대한 주요 증거는 Au(I) 복합체의 결정학적 분석에서 나온 것이다. 친금성 결합의 길이는 약 3.0Å이고 강도는 약 7~12kcal/mol로 수소 결합의 강도와 비슷하다. 상대론적 효과의 증가로 인해 주기율표 그룹에서 상위 원소인 구리 또는 은과 비교할 때 금의 효과가 가장 크다. 관찰과 이론에 따르면 평균적으로 친금성 상호작용에서 결합 에너지의 28%는 금 d 오비탈의 상대론적 확장에 기인할 수 있다.
친금성의 예로 금 중심부가 응집하는 경향을 들 수 있다. 분자내 및 분자간 친금성 상호작용이 모두 관찰되었지만, 이러한 핵형성 부위에서는 분자내 응집만이 관찰되었다.